# Пукатаваган 198
Пукатаваган 198 (англ. Pukatawagan 198) — індіанська резервація в Канаді, у провінції Манітоба, у межах невключеної частини переписної області №23.

## Населення
За даними перепису 2016 року, індіанська резервація нараховувала 1724 особи, показавши скорочення на 5,6%, порівняно з 2011-м роком. Середня густина населення становила 94,2 осіб/км².
З офіційних мов обидвома одночасно не володів жоден з жителів, тільки англійською — 1 715, а 5 — жодною з них. Усього 570 осіб вважали рідною мовою не одну з офіційних, з них 560 — одну з корінних мов.
Працездатне населення становило 33,8% усього населення, рівень безробіття — 22,5%.
Середній дохід на особу становив $16 728 (медіана $10 816), при цьому для чоловіків — $13 090, а для жінок $20 273 (медіани — $4 432 та $15 584 відповідно).
17,1% мешканців мали закінчену шкільну освіту, не мали закінченої шкільної освіти — 68,1%, 15,2% мали післяшкільну освіту, з яких 31,3% мали диплом бакалавра, або вищий.
| Статево-вікова структура населення | Статево-вікова структура населення | Статево-вікова структура населення | Статево-вікова структура населення | Статево-вікова структура населення |
| ---------------------------------- | ---------------------------------- | ---------------------------------- | ---------------------------------- | ---------------------------------- |
|                                    |                                    |                                    |                                    |                                    |
| Всього                             | Всього                             | 51,3%48,7%                         |                                    |                                    |
| 0 — 14 років                       | 0 — 14 років                       |                                    | 39,1%                              | 39,1%                              |
| 15 — 64 років                      | 15 — 64 років                      |                                    | 58,6%                              | 58,6%                              |
| 65 і більше                        | 65 і більше                        |                                    | 2,3%                               | 2,3%                               |
| 85 і більше                        | 85 і більше                        |                                    | 0,3%                               | 0,3%                               |
| Середній вік (років)               | Середній вік (років)               | 23,825,1                           | 24,4                               | 24,4                               |
| Медіана (років)                    | Медіана (років)                    | 20,421,6                           | 21,0                               | 21,0                               |
| — чоловіки — жінки                 |                                    |                                    |                                    |                                    |

| Походження мешканців:     | Походження мешканців:     | Походження мешканців: | Походження мешканців: | Походження мешканців: |
| ------------------------- | ------------------------- | --------------------- | --------------------- | --------------------- |
| Походження                |                           |                       | осіб                  | %                     |
| Корінні американці        | Корінні американці        |                       | 1 695                 | 98.26%                |
| Інше північноамериканське | Інше північноамериканське |                       | 10                    | 0.58%                 |
| Європейське               | Європейське               |                       | 90                    | 5.22%                 |
| британське                | британське                |                       | 30                    | 1.74%                 |
| французьке                | французьке                |                       | 35                    | 2.03%                 |
| Азійське                  | Азійське                  |                       | 10                    | 0.58%                 |

## Клімат
Середня річна температура становить -2,1°C, середня максимальна – 20,1°C, а середня мінімальна – -30,5°C. Середня річна кількість опадів – 502 мм.
| Клімат поселення                              | Клімат поселення | Клімат поселення | Клімат поселення | Клімат поселення | Клімат поселення | Клімат поселення | Клімат поселення | Клімат поселення | Клімат поселення | Клімат поселення | Клімат поселення | Клімат поселення | Клімат поселення |
| Показник                                      | Січ.             | Лют.             | Бер.             | Квіт.            | Трав.            | Черв.            | Лип.             | Серп.            | Вер.             | Жовт.            | Лист.            | Груд.            |                  |
| Середній максимум, °C                         | −18,7            | −13,78           | −6,78            | 4,29             | 12,54            | 19,25            | 20,09            | 19,38            | 12,68            | 5,79             | −5,82            | −15,78           |                  |
| Середня температура, °C                       | −24,59           | −19,67           | −12,67           | −1,6             | 6,67             | 13,33            | 16,32            | 15,59            | 8,91             | 2,04             | −9,59            | −19,54           |                  |
| Середній мінімум, °C                          | −30,48           | −25,58           | −18,56           | −7,49            | 0,78             | 7,46             | 12,57            | 11,84            | 5,13             | −1,74            | −13,36           | −23,3            |                  |
| Норма опадів, мм                              | 22               | 17               | 22               | 24               | 42               | 72               | 70               | 74               | 64               | 35               | 30               | 30               |                  |
| Середньомісячна швидкість вітру, м/с          | 3.05             | 3.10             | 3.20             | 3.50             | 3.40             | 3.40             | 3.20             | 3.20             | 3.41             | 3.50             | 3.20             | 3.00             |                  |
| Середньомісячна сонячна радіація, кДж/м²·день | 2827             | 6260             | 12160            | 17501            | 20948            | 21832            | 20710            | 16625            | 10542            | 5787             | 2902             | 1917             |                  |
| --------------------------------------------- | ---------------- | ---------------- | ---------------- | ---------------- | ---------------- | ---------------- | ---------------- | ---------------- | ---------------- | ---------------- | ---------------- | ---------------- | ---------------- |
| Джерело:                                      |                  |                  |                  |                  |                  |                  |                  |                  |                  |                  |                  |                  |                  |